# Proteste Anpo
Le Proteste Anpo, conosciute anche come Lotte Anpo (安保闘争?, Anpo tōsō) in giapponese, furono una serie di proteste che si verificarono dal 1959 al 1960 in Giappone, e poi riprese di nuovo nel 1970, contro l'Anpo, il trattato che permetteva agli Stati Uniti il mantenimento delle basi militari americane in territorio giapponese. 
Il nome della protesta deriva dal termine giapponese per "Trattato di mutua cooperazione e sicurezza", che è  (安全保障条約?, Anzen Hoshō Jōyaku), o semplicemente  (安保?, Anpo).
Le proteste del 1959 e del 1960 sono nate per contrastare la revisione, avvenuta poi definitivamente nel 1960, del Trattato di mutua cooperazione e sicurezza tra Stati Uniti d'America e Giappone, e finirono per diventare la più grande manifestazione popolare nell'era moderna del Giappone. All'apice delle proteste, nel giugno del 1960, quasi ogni giorno centinaia di migliaia di manifestanti circondavano l'edificio della Dieta nazionale del Giappone a Tokyo. Simili proteste si verificarono in tutto il Giappone.
Il 15 giugno i manifestanti si fecero strada all'interno dell'edificio della Dieta, dove ci fu uno scontro violento con la polizia, che portò alla morte di una studentessa dell'Università di Tokyo, Michiko Kanba. 
A seguito di questo incidente, la visita pianificata in Giappone del presidente americano Dwight D. Eisenhower fu cancellata e il primo ministro conservatore Nobusuke Kishi fu costretto a dimettersi.
Un secondo ciclo di proteste si verificarono nel 1970, con il rinnovo del Trattato. Nonostante la minor durata, le proteste ottennero ugualmente dimensioni significative.

## Premesse
Il Trattato di sicurezza reciproca tra gli Stati Uniti e il Giappone fu forzato sul Giappone dagli Stati Uniti come condizione per la fine dell'occupazione del Giappone avvenuta dopo la fine della Seconda Guerra Mondiale. Fu firmato l'8 settembre del 1951, insieme al Trattato di San Francisco, che concludeva ufficialmente la Seconda Guerra Mondiale in Asia. Prese vigore il 28 aprile 1952, in contemporanea con la fine dell'occupazione del Giappone. Il Trattato originale non aveva una specifica data di scadenza o di abrogazione, permettendo alle forze statunitensi stazionate in Giappone di essere usate per qualsiasi scopo, senza alcuna previa consultazione con il governo giapponese. Inoltre una clausola autorizzava specificatamente le truppe americane a sedare le proteste interne; in caso di attacco nemico esterno, l'America non era tenuta a difendere il Giappone.
Il governo Giapponese iniziò a spingere per una revisione già nel 1952. Tuttavia, l'amministrazione Eisenhower rifiutò qualsiasi richiesta di revisione, finché le proteste contro le basi militari americane non giunsero al culmine nella Protesta di Sunagawa nel 1955-1957 e nella forte indignazione popolare che era venuta a crearsi dopo l'Incidente Girard del 1957. Gli Stati Uniti accettarono una revisione: le negoziazioni iniziarono nel 1958 e il Trattato di mutua cooperazione e sicurezza tra Stati Uniti d'America e Giappone venne firmato da Eisenhower e Kishi durante la cerimonia a Washington il 19 gennaio 1960.
Da una prospettiva giapponese, il nuovo trattato fu un significativo passo in avanti rispetto l'originale, inserendo la difesa del Giappone in caso di attacco esterno, obbligando una previa consultazione con il governo giapponese prima di stazionare le forze americane all'estero, rimuovendo la clausola che pre-autorizzava la soppressione delle proteste interne, specificando una durata iniziale di validità di dieci anni, alla cui fine il trattato poteva essere abrogato da entrambe le parti purché con un anno di avviso.
Dato che il nuovo trattato era migliore del precedente, Kishi se ne aspettava la ratificazione in relativamente breve tempo. Di conseguenza invitò Eisenhower a visitare il Giappone il 19 giugno, nel 1960, per celebrare l'avvenimento. Se la visita fosse avvenuta come previsto, si sarebbe trattato della prima visita in Giappone del presidente degli Stati Uniti in carica.

## Origine del movimento
Molti giapponesi appartenenti alla sinistra, e addirittura alcuni conservatori della destra, si unirono nella speranza di rappresentare una posizione neutrale nei riguardi della Guerra Fredda, cercando di conseguenza di sbarazzarsi del trattato e dell'Alleanza USA-Giappone. Per questo motivo, nonostante il nuovo trattato fosse decisamente più adeguato rispetto al precedente, questi gruppi decisero di opporsi ugualmente alla ratificazione della revisione del trattato.
Kishi aveva previsto la nascita di simili proteste e nell'autunno del 1958 cercò di far passare una "Carta dei compiti della polizia", che avrebbe dato nuovi poteri alla polizia giapponese, tra cui quelli di effettuare perquisizioni e sequestri senza mandato, colpendo in questo modo i manifestanti prima della ratifica del trattato.
Alla fine si trattò di un errore di calcolo del primo ministro, dal momento che la legge ricordò a molti giapponesi il forte autoritarismo del secondo ante guerra, provocando uno sdegno popolare. Coalizioni di organizzazioni politiche e civiche provenienti da tutta la nazione si unirono per opporsi alla Carta, costringendo quindi Kishi a ritirarla.

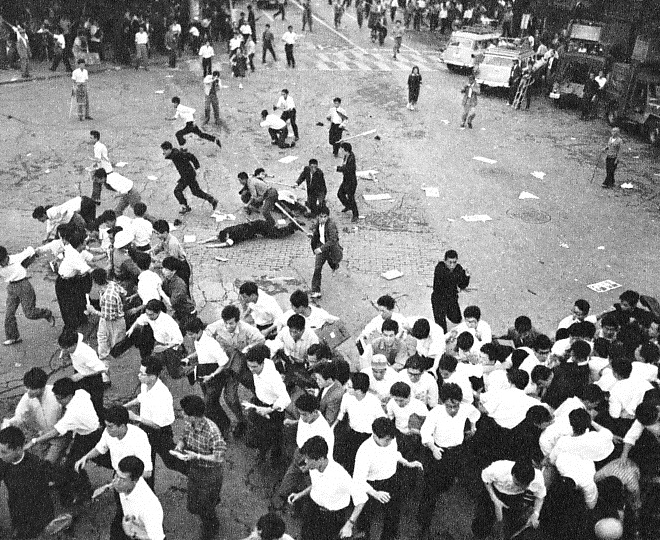
Proteste contro il Trattato di mutua cooperazione e sicurezza tra Stati Uniti d'America e Giappone, 1960

Questa vittoria incoraggiò i manifestanti e, invece che sciogliersi, la coalizione rimase attiva, continuando a reclutare nuovi membri dalle varie organizzazioni che si opponevano al nuovo Trattato di Sicurezza, ormai nelle ultime fasi di negoziazione. Rinominandosi come Consiglio popolare per la prevenzione della revisione del Trattato di sicurezza ("Anpo Jōyaku Kaitei Soshi Kokumin Kaigi") nella primavera del 1959, la coalizione coordinò una serie di "azioni unite" in cui le migliaia di consigli per la lotta comune, provenienti da tutta la nazione, presero parte ad attività organizzate.

## Crescita del movimento
Fino alla fine del 1959 e all'inizio del 1960, i movimenti di protesta cominciarono gradualmente a crescere, specialmente in quanto le tensioni causate dalla Guerra fredda provocavano la paura che il nuovo trattato potesse costringere il Giappone ad una presa di posizione nel pericoloso conflitto mondiale. La Rivoluzione d'aprile sudcoreana avvenuta nel 1960, che costrinse l'americano Syngman Rhee a lasciare il potere, ispirò i manifestanti, in quanto videro la prova di come un governo autocratico potesse venire sconfitto dalle proteste popolari, anche se esso era sostenuto dagli Stati Uniti.
Poi il 1º maggio la crisi degli U-2 distrusse l'affabile "Spirito di Campo David", un accordo informale fra gli Stati Uniti e l'Unione Sovietica, iniziato con la visita del premier sovietico Nikita Khrushchev in America nel settembre precedente. Dopo l'incidente, l'Unione Sovietica ritirò l'invito a Eisenhower di visitare l'URSS durante l'estate, mettendo così fine alla breve pausa della Guerra fredda.. In seguito si scoprì che alcuni degli aerei di spionaggio dell'U-2, usati per sorvegliare l'Unione Sovietica, erano situati nelle basi americane in Giappone, aumentando così ulteriormente la paura che, in caso di una guerra nucleare, il Giappone potesse divenirne bersaglio.

## L'Incidente del 19 maggio
Contemporaneamente, alla Dieta nazionale del Giappone la revisione del trattato incontrava molte difficoltà per la sua rettificazione. Nonostante l'opposizione del Partito Socialista Giapponese (JSP) controllasse solo circa un terzo dei seggi nella Dieta,  e quindi non avesse abbastanza voti da impedirne la rettifica, i socialisti utilizzarono una varietà di tecniche parlamentari per trascinarne il dibattito, nella speranza di prevenire la rettificazione prima dell'arrivo di Eisenhower il 19 giugno, dando così poi alle proteste extraparlamentari più tempo per crescere.

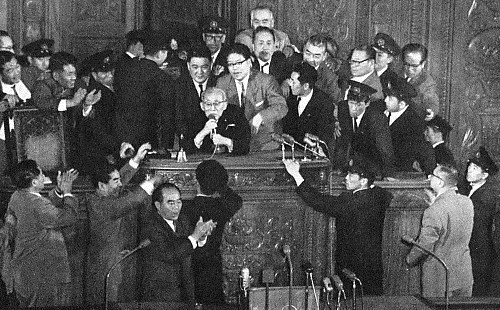
Una mischia nel podio della Dieta Nazionale del Giappone: i membri della dieta appartenenti al Partito Socialista Giapponese cercano di impedire al presidente della Camera Bassa Ichirō Kiyose di richiedere un voto per espandere la sessione della Dieta, mentre vengono trattenuti dalle forze di polizia, 19 maggio, 1960

Con l'avvicinarsi della visita di Eisenhower, Kishi iniziò a diventare sempre più ansioso di rettificare il trattato in tempo.  Infatti, la sessione della Dieta doveva terminare il 26 maggio. Nel tardo pomeriggio del 19 Maggio, Kishi prese la disperata decisione di chiamare, inaspettatamente e improvvisamente, un'estensione della sessione della Dieta di 50 giorni, a dispetto delle vecchie norme parlamentari e dell'opposizione di molti membri del suo partito in carica Partito Liberal Democratico (LDP) Quando i membri socialisti della Dieta misero in atto un sit-in nelle aule della Dieta, Kishi prese una decisione senza precedenti, chiamando 500 agenti di polizia nelle camere della Dieta e rimuovendo fisicamente l'opposizione dalla sede.
In seguito, con la sola presenza dei membri del suo partito, l'estensione della sessione della Dieta fu approvata. Un ulteriore scandalo venne dopo mezzanotte, proprio dopo l'approvazione dell'estensione, quando Kishi chiamò per un'immediata rettificazione del trattato. Con la sola presenza del suo partito, la revisione del Trattato di Sicurezza fu approvato dalla Camera Bassa della Dieta senza alcun dibattito.
Secondo la legge giapponese, se la Camera Alta non avesse votato il trattato, cosa probabile visto il clima di caos politico, il trattato sarebbe entrato automaticamente in vigore 30 giorni dopo, il 19 giugno, giusto in tempo per l'arrivo di Eisenhower.

## L'Incidente Hagerty

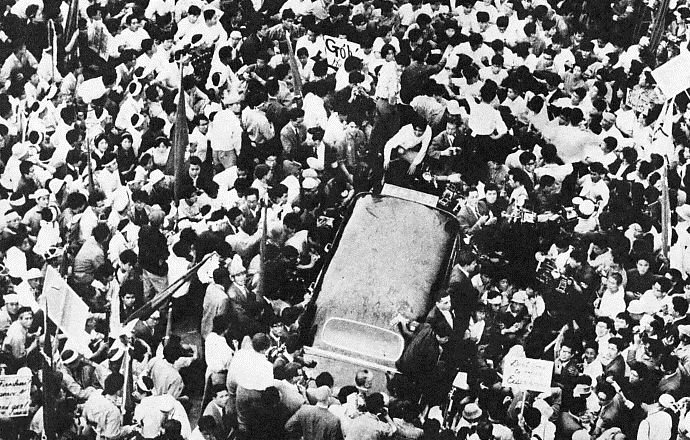
La macchina di Hagerty assalita dai manifestanti, 10 giugno, 1960

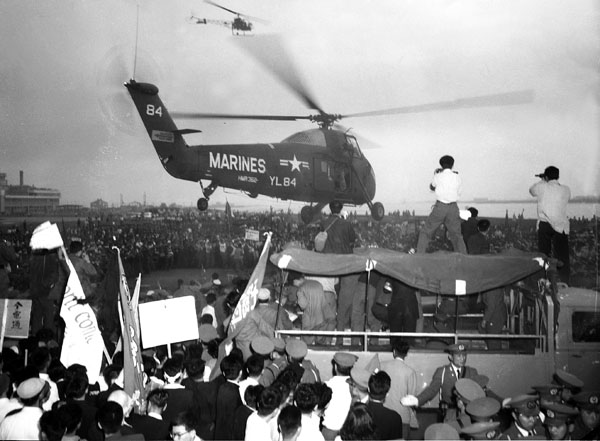
Un elicottero della marina statunitense viene in soccorso di Hagerty, 10 giugno, 1960

Il 10 giugno, il portavoce di Eisenhower, James Hagerty, arrivò all'Aeroporto Internazionale di Tokyo per preparare l'imminente arrivo di Eisenhower. Hagerty venne accolto dall'ambasciatore americano in Giappone Douglas MacArthur II (il nipote del famoso generale),, che appositamente lo aveva fatto scortare da una macchina nera nel bel mezzo di una folla di manifestanti, provocando un incidente internazionale. I manifestanti circondarono la macchina, spaccandone i vetri, rompendone i fari e facendola dondolare per più di un'ora, mentre stavano sopra il tetto cantando slogan anti-americani e canzoni di protesta. Alla fine MacArthur e Hagerty furono salvati da un elicottero militare della marina americana, creando così l'indelebile immaginario del così chiamato Incidente Hagerty (ハガチー事件?, Hagachii jiken), trasmesso dai telegiornali di tutto il mondo.
MacArthur sperava che l'immagine della macchina circondata da manifestanti potesse incentivare il governo giapponese a una più dura repressione delle manifestazioni. Tuttavia la sua azione servì solamente a suggerire il pericolo che Eisenhower rischiava di correre se avesse continuato i suoi piani di visitare il Giappone.

## L'Incidente del 15 giugno

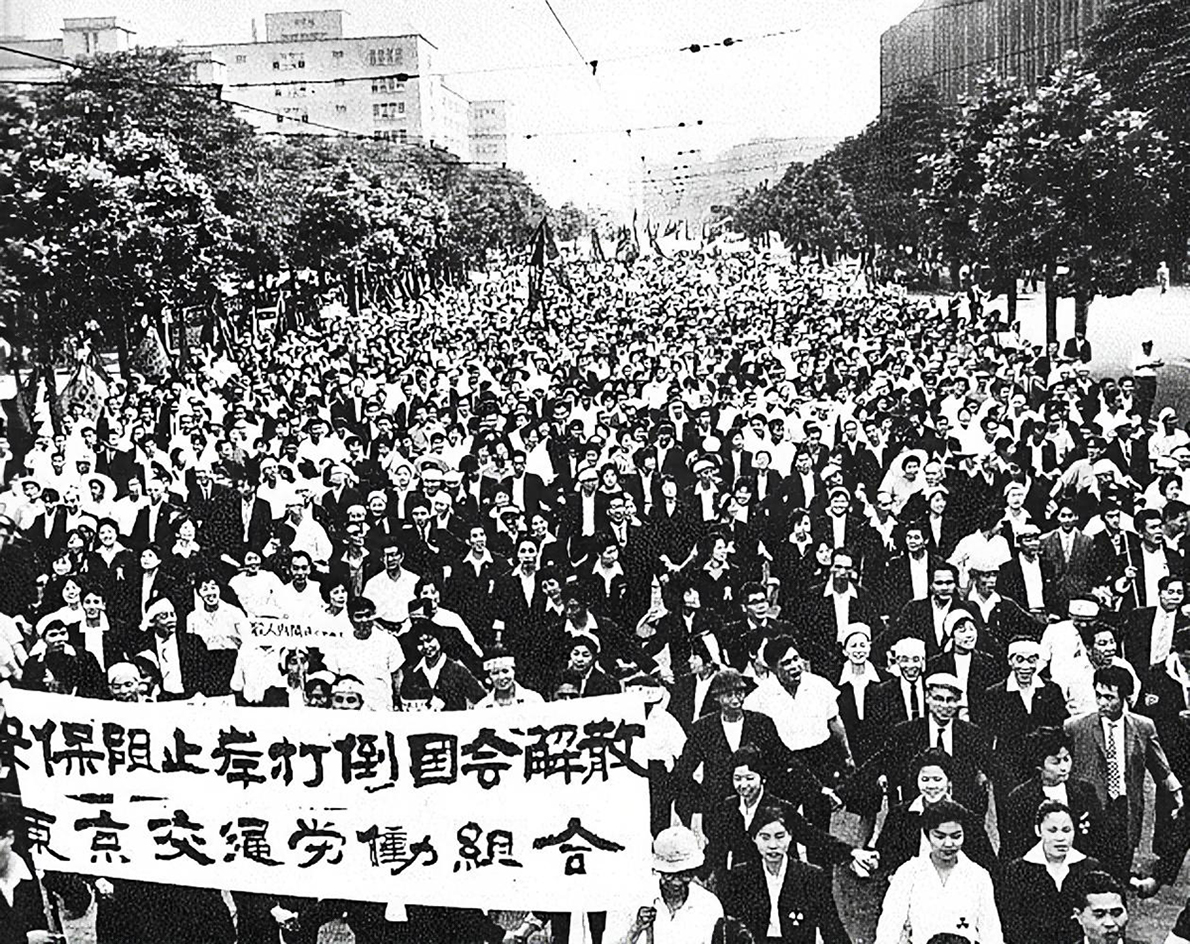
Proteste contro il Trattato di mutua cooperazione e sicurezza tra Stati Uniti d'America e Giappone, 1960

Il 15 giugno, come parte della quarantaduesima azione della coalizione anti-trattato, centinaia di migliaia di manifestanti marciarono alla Dieta Nazionale di Tokyo. Nel tardo pomeriggio, i manifestanti vennero attaccati da controprotestori ultranazionalisti di destra, che li speronarono con camion e attaccarono con pezzi di legno chiodati, causando dozzine di feriti, anche gravi.
Solo dopo qualche minuto, gli attivisti di estrema sinistra provenienti dalla federazione studentesca Zengakuren irruppero all'interno della Dieta, scatenando un lungo scontro con la polizia, che colpiva a sangue gli studenti disarmati con manganelli, il tutto di fronte alle telecamere dei giornalisti e delle stazioni televisive. La polizia riuscì a liberare l'edificio della Dieta solo dopo l'1:00 di notte, ma nel mentre erano deceduti una giovane studentessa dell'Università di Tokyo e un membro dello Zengakuren, Michiko Kanba.
Dopo il violento incidente del 15 giugno (六・一五事件?, Roku-ichi-go jiken), le pressioni per l'annullamento della visita di Eisenhower aumentarono. Kishi sperava di rendere sicure le strade per l'arrivo del presidente attraverso la chiamata delle Jieitai e delle decine di migliaia di delinquenti di destra, messi a disposizione dall'alleato Yoshio Kodama, affiliato alla yakuza. Tuttavia fu convinto a rinunciare a queste drastiche misure dal suo gabinetto. Di conseguenza non ebbe altra scelta se non quella di cancellare la visita di Eisenhower, prendendosi poi la responsabilità per il caos scatenatosi, dimettendosi il 16 giugno.
Il 17 giugno, molti giornali nazionali che precedentemente avevano sostenuto i manifestanti nelle loro lotte contro Kishi, pubblicarono un editoriale congiunto che condannava la violenza da entrambe le parti, chiedendo la fine del movimento di protesta.
Nonostante questo, la più grande giornata di proteste dell'intero movimento si tenne il 18 giugno, il giorno prima dell'effettiva attivazione del trattato. Centinaia di migliaia di manifestanti circondarono la Dieta Nazionale, sperando in qualche modo di fermare il trattato all'ultimo momento. I manifestanti rimasero nel luogo fino a dopo la mezzanotte, anche quando il trattato era già automaticamente entrato in vigore.
Con il trattato attivato e la dimissione ufficiale di Kishi del 15 luglio, i movimenti di protesta persero slancio. Nonostante la coalizione anti-trattato ebbe qualche altra azione unita, gli effetti furono scarsi e il movimento si spense.

## Conseguenze
Nel 1960 le proteste Anpo fallirono e non riuscirono ad impedire l'entrata in vigore del Trattato revisionato, ma riuscirono a forzare le dimissioni del Gabinetto di Kishi e la cancellazione della visita pianificata di Eisenhower. A Kishi susseguì come Primo Ministro Hayato Ikeda, che fu più conciliante nei confronti dell'opposizione politica, mise da parte i piani ideati da Kishi per revisionare la Costituzione del Giappone e annunciò il Piano per il raddoppio del reddito, per reindirizzare le energie della nazione dalle contese politiche verso una spinta nazionale per una rapida crescita economica.
Gli aspetti anti-americani delle proteste, nonché l'umiliante cancellazione della visita di Eisenhower, portarono a un peggioramento dei rapporti tra USA e Giappone. Tuttavia, l'amministrazione entrante del Presidente John F. Kennedy rispose con un approccio più delicato. Kennedy nominò come ambasciatore in Giappone un esperto simpatizzante, il professore Edwin O. Reischauer dell'Università di Harvard, invece che un semplice diplomatico. Invitò Ikeda ad essere il primo leader straniero a visitare gli Stati Uniti durante il suo mandato, e nella riunione del 1961 gli promise che avrebbero trattato il Giappone come uno stretto alleato, alla pari della Gran Bretagna.
In Giappone le proteste scatenarono una nuova ondata di attivismo di destra e violenza, includendo l'assassinio del Presidente del Partito Socialista Inejirō Asanuma durante un dibattito elettorale televisivo 
nell'autunno del 1960. L'assassinio di Inejirō Asanuma indebolì il JSP, ulteriormente lacerato dai conflitti emersi durante le proteste anti-Trattato, portando alla scissione del Partito Democratico Socialista.
Le proteste Anpo influenzarono una serie di trasformazioni nell'arte e nella letteratura giapponese. La delusione dovuta al fallimento delle proteste portò molti artisti e scrittori a sperimentare con nuovi tipi di forme letterarie e artistiche.
Gli studenti giapponesi che frequentarono l'università tra il 1960 e il 1970 e che protestarono contro il Trattato di Sicurezza vengono spesso ricordati come la "Generazione Anpo"(安保世代, Anpo sedai), rivelando l'impattante ruolo delle proteste nel corso delle loro vite. Le proteste ebbero tuttavia un effetto di spaccatura sul movimento studentesco, visti i forti disaccordi su chi fosse da accusare per il fallimento delle azioni. Nel periodo immediatamente successivo alle proteste, lo Zengakuren, precedentemente unificato a livello nazionale, si disintegrò in numerose fazioni, aprendo la strada all'ascesa di sette radicali della cosiddetta Nuova Sinistra, che ebbero un ruolo fondamentale nel movimento di protesta studentesco degli anni 1968-69.

## Proteste Anpo nel 1970
Durante gli anni '60, gli attivisti di sinistra speravano che la scadenza automatica del trattato nel 1970, dopo quindi dieci anni, potesse essere un'opportunità per convincere il governo giapponese ad abolire il trattato. Nel 1970, al risveglio dei movimenti di protesta degli studenti iniziati nel 1968-69, molti gruppi studenteschi, liste civiche e organizzazioni pacifiste contro la guerra in Vietnam quali il Beheiren, tenerono una serie di cortei contro il Trattato di Sicurezza. Tuttavia il primo ministro Eisaku Satō (fratello minore di Kishi), ignorò completamente le proteste e lasciò che il trattato si rinnovasse automaticamente.